# Владимир Васиљевић
Владимир Влада Васиљевић (1950 — 1982), звани Васа Опел, Васа Кључ или Београдски Фантом, био је Београђанин који је био популаран 1979. године по својим вратоломним вожњама од Славије до Калемегдана украденим Поршеом.

## Биографија
Васиљевић је рођен у Београду 1950. године, одрастао на Дорћолу и радио у Градској чистоћи као возач камиона.
Прву крађу, црвени порше који је припадао Горану Бреговићу, извео је преваром, где се пред хотелом Славија представио као радник хотела задужен за паркирање аута, узео кључеве и одвезао ауто.
Септембра 1979. године је украо бели порше 911 који је припадао тенисеру Ивку Плечевићу и њиме сваке ноћи током више дана јурио улицама Београда: од Аутокоманде, преко Славије, до Калемегдана. Полиција је безуспешно покушавала да га заустави из ноћи у ноћ. Људи су излазили у великом броју на улице, да га подрже. После више од 10 ноћи сулудих вожњи, Влада је заустављен у свом дивљању препреченим аутобусима. Неки извори тврде да је те ноћи успео да побегне од полиције, али је ипак ухапшен неколико дана касније на основу дојаве.
Током боравка у затвору није правио проблеме, вежбао и стекао поверење криминалаца, али је једног дана, након посете сестре, побегао кроз мали прозор. У затвор се сам вратио након три дана, а као разлог за бекство је навео да је желео да обави још једну ноћну вожњу како полицајци не би мислили да су победили.
Недуго након изласка из затвора, доживео је тешку саобраћајну несрећу, када је лада коју је возио његов друг ударила у камион у зауставној траци, на ауто-путу у близини Пожаревца. Подлегао је повредама, преминувши у болници. Његова сестра верује да је саобраћајна несрећа инсценирана. Сахрањен је на Топчидерском гробљу.
О Васиљевићу је 2009. године снимљен документарно-играни филм Београдски Фантом, у режији Јована Тодоровића. Лик Владе тумачи Милутин Милошевић, а каскадер-возач поршеа је био Бранислав Фристић.